# Плуг
Плуг је справа за основну обраду земљишта. Постоје различите врсте плугова, од којих је најчешћи раони плуг. Поред раоних постоје и: дискосни (радни део је диск), тањирасти (радни део тањир), чизел плугови (радни део у облику мотичица). У случају да на извесној дубини постоји водонепропусни слој пре орања (или заједно са њим) врши се подривање различитим типовима подривача.
Плугове су традиционално вукле радне животиње као што су коњи или волови, док се у данашње време користе трактори. Плугови су прављени од дрвета, гвожђа, или челичних оквира са причвршћеним оштрицом за сечење и превртање земље. Плуг је био основно оруђе током највећег дела записане историје. Плуг представља један од највећих пољопривредних проналазака у људској историји.
Примарна сврха орања је да се преврне горњи слој земљишта, доносећи свеже хранљиве материје на површину, док се закопава коров и остаци претходних усева, чиме се омогућава њихова разградња. При провлачењу плуга кроз земљу се стварају дугачки ровови плодног земљишта под називом бразде. У савременој употреби, ораница је обично оставља да се осуши, а затим је дрља пре садње. Орањем и култивисањем тла се хомогенизује и мења горњих 12 до 25 cm тла да би се формирао плужни слој. У многим земљиштима, највећи део финог биљног напојног корења се може наћи у површинском или плужном слоју.
Плугови су у почетку били на људски погон. Тај процес је постао знатно ефикаснији након што се почело са кориштењем животиња. Прве плугове на животињски погон су несумњиво повлачили волови, а касније у многим областима коњи (углавном теглећи коњи и муле, иако су и разне друге животиње кориштене у ту сврху). У индустријализованим земљама, први механички начин вуче плуга су биле парне машине (машине за орање или парни трактори), али су оне постепено потиснуте тракторима са мотором са унутрашњим сагоријевањем.
Коришћење плуга је опало у неким подручјима, често онима која су знатно угрожена оштећењем земљишта и ерозијом. На тим подручјима се у већој мери користи плиће орање и друге мање инвазивне технике конзервативног обрађивања.

## Историјат
Почеци земљорадње настали су у доба Неолита на Блиском истоку у подручју плодног земљишта око 9000—8000. године п. н. е. гајењем јечма и пшенице. На Балкану земљорадња је настала око 6500—5500. године п. н. е. Настанак земљорадње био је у вези са коришћењем разноврсног алата, оруђа. Доба запрежне обраде земље са ралом и плугом у вези је са припитомљавањем животиња. Први примерци рала развили су се од оруђа, односно од ручног рала и мотике, у доба средњег Неолита, на Блиском истоку. Најранији докази пронађени на Блиском истоку датирају око 6000 године п. н. е. Гвоздене верзије јављају се око 2300 године п. н. е. како у Асирији тако и у време 3. династије у Старом Египту. Сматра се да је врло убрзо од рала, која је једноставнија и примитивнија справа за обраду земље, настао и развио плуг. Обе справе су коегзистирале хиљадама година једне поред друге.
Велика разлика између рала и плуга је у томе, што се ралом земља само разреди, врло плитко разроји земља, док сечиво плуга иде много дубље и плугом земља се пребацује, што омогућава да се сеје дубље. У бронзаном добу долази до распростирања рала у нове крајеве. У Србији су недалеко од великих река, код Пожаревца и Новог Бечеја, пронађени бронзани раоници, који су датирани на око 1100 – 1000 година п. н. е. Гвоздено доба карактерише употреба гвозденог раоника. Ови раоници масовније се употребљавани у млађем гвозденом добу када се у Европи јављају први плугови. Рало и плуг са гвозденим раоником преузела је Стара Грчка а потом и Стари Рим,. и оно је са извесним побољшањима егзистирало цео Средњи век, задржавши се на Балканском полуострву до средине 20. века.
На основу археолошких истраживања на тлу Србије откривени су из римског периоду бројни симетрични раоници и свега неколико асиметричних раоника што говори да се на Балкану по свему судећи у то доба далеко више користило рало за орање него плуг. У Србији се налази један од највећих и најбоље очуваних археолошких локалитета пољопривредног имања на Балкану из периода Римског царства „Анине" у селу Ћелије код Лајковца. Оваква пољопривредна имања која су на свом ободу обично имала економске објекте и виле рустике формирали су близу градова и фортификација најчешће муниципалне аристократе и ислужени легионари - ветерани, а познато је да су римске провинције у данашњој Србији биле дом легионара које су изнедрили бројне тзв. „цареве-војнике".
У Србији су на основу археолошких истраживања пронађена 49 раоника из периода 9 -16. века. У Србији, поред археолошких истраживања, значајно место представљају средњовековни живописи за проучавање земљорадње. Реч ралије помиње се у Дечанској хрисовуљи краља Душана. Писани податак о ралу као справи за орање сачуван је и у српском преводу византијског Земљорадничког закона. Минијатура волова како вуку рало приказана је у тзв. Минхенском псалтиру деспота Стефана. По свему судећи, у средњовековној Србији доминантнија справа за орање је била рало. Такође, током османског периода у Србији и Балкану за орање се више користило рало него плуг.
Америка, подсахарсха Африка, Аустралија и Океанија нису познавале плуг све до европске колонизације ових области. Први плугови су били израђени од дрвета, а за вучу је служила стока (волови, биволи, деве, јакови, коњи итд). Иако су већ антички народи окивали плугове, тек је 19. век, односно Прва индустријска револуција донела значајан напредак у њиховој конструкцији. Једну од првих мануфактура за производњу плугова основао је Роберт Ронсомер, у Енглеској 1789. године. Већ 1803. године Ронсомер конструише раоник од ливеног гвожђа код кога се оштрице оштре саме током орања. Иако је овај плуг био отпорнији него претходни није се мога употребљавати на свакој врсти земљишта, поготово не на песковитом типу земљишта. Наредно унапређење конструисао је 1819. године Џетро Вуд који је направио први плуг састављен из делова чиме су се лако могли да мењају пошто се истроше. Џон Лејн 1833. године конструисао је дрвени плуг чије оштрица код раоника је била од челика.
Међутим, тек је Џон Дир 1837. године произвео први челични плуг чија ће продаја у почетку бити веома скромна, да би 1855. производња достигла чак 13 хиљада примерака. Фабрике за израду плугова основана су: Џ & Ф, Хоџарт, Енглеска, 1837; Х. Ф. Ескерт, Берлин, 1846; Еберхард, Улм, 1854; Рудолф Сак, Лајпциг, 1863. Фабрички метални плугови потиснули су постепено из употребе старе дрвене и дрвено-металне плугове тек крајем 19. века. У Србији и у пасивним крајевима новоформиране Југославије (осим Војводине, Словеније и Славоније) масовнија употреба фабричких плугова почиње тек након Првог светског рата. Тада на основу ратне репарације из Немачке набавља се велики број фабричких металних плугова.
Прве занатске радионице за израду плугова и друге пољопривредне механизације на тлу данашње Републике Србије основане су током индустријализације у Аустроугарској крајем 19. века. Мануфактуре су основане у Црвенки, Новом Саду и Великом Бечкереку. Прва озбиљнија металска предузећа формирана су ипак у Краљевини Југославији. Занимљиво да су у сомборском атару 1872. године била 952 дрвена и само 103 гвоздена плуга. Док су се користили дрвени плугови, у народу познати као пемци, у јарам је презано по шест или осам волова. За орање једног јутра земље воловима је било потребно од 10 до 12 сати тешког рада. Више од 80 одсто од свих грла највише коришћена раса била је подолско говече.
У првој половини 19. века у Кнежевини Србији укрштају се панонско степско подолско говече и балканско планинско говече - буша чиме су настали најбољи запати колубарских говеда. Поред колубарских говеда, у Србији су се издвајала још и тамнавски и ресавски сој говеда. Сва ова говеда одликују се издржљивошћу и способности за вучу. Након отварање пруге Београд - Ниш крајем 19. века увезене су бројне племените расе говеда (маријаховска, лабудска, бернска, пинцгавска, алгајска, холандска, фрајбуршка и сименталска) међу којима је препозната као производно вредна швајцарска сименталска раса говеда, која ће постати доминантна комбинована раса говеда током постојања Југославије у 20. веку.
Први парни плуг, односно плуг који вуче уз помоћ ужета парна локомобила (парна машина) постављена на један крај оранице патентиран је у Енглеској 1856. године. Прву генерацију парних плугова почеле су да производе компаније, Џон Фаулер и Хауард Касали, чиме је отпочело машинско доба обраде земље. Занимљиво да је велепоседник Шулхоф из банатског места Дента купио енглески парни плуг Фаулер 1861. године. Био је то први парни плуг у Аустрији и Угарској. Носиоци и поборници привредног развоја у Банату и новоформираној Аустроугарској су били богати велепоседници. У то доба, развој капитализма доводи до усавршавања пољопривредне механизације. У Британији, читав овај иновативни период познат је по називу Викторијанско доба.
Први модерне фабричке пољопривредне машине у Србију набављене су 1870-их залагањем просветитеља и прегаоца Др Ђорђа Радића, родом из Великог Бечкерека, члана Српског ученог друштва и првог доктора пољопривредних наука. Био је један од оснивача Друштва за пољску привреду и уредник стручних пољопривредних листова Сељак, Тежак и Домаћин. Он је у Кнежевину Србију увезао прве вршалице, гвоздене Бургове плугове и друге пољопривредне машине, али и нове расе говеда.
Др Радић отвара опитно пољопривредно добро и Ратарску школу у Краљеву 1882. године. Крајем 19.
века, у Краљевини Србији, број плугова премашује рало. Тако је 1893. године пописано 106.841 плуг и 63.070 рала. До почетка Првог светског рата, у Краљевини Србији доминантнији плуг је био традиционалне израде, а већ од краја 19. века јављају се фабрички плугови, које у почетку масовније прво користе, изнајмљују и промовишу окружне пољопривредне станице, као и напредна економска пољопривредна добра и задруге. Скоро 100 година након отварања прве енглеске мануфактуре, у Краљеву отварају прву фабрику (мануфактуру) пољопривредних справа Аксентије Богдановић и Срећко Васић. У њој су израђивани ливени и ковани плугови, окопачи, браздачи, дрљаче, крупаче, ветрењаче (решета) за вејање на гумну.
Милован Глишић објављује 1885. године у листу Домаћица сеоску приповетку Прва бразда, коју је написао према истинитом догађају. У највећем броју села у брдско-планинским пределима рало се изгубило између 1900. и 1940. године. Веран приказ орања са ралом и воловима овековечен је у сценама филма Радопоље из 1963. године у коме лик орача Илије игра Раде Марковић. Данас се углавном производе плугови који се користе за тракторску вучу.

## Рало
Рало је дрвена справа за орање чији су основни делови: раоник (лемеш), гредељ (оје), плаз на који је причвршћен раоник и ручица. Главна карактеристика рала је симетрични раоник који је хоризонтално положен на земљу преко плаза и подсеца је тако да она пада на обе стране раоника. Рало се најдуже задржало у планинским и брдским пределима због карактеристике самог планинског тла - плитког слоја земље. Рало плитко оре и има једну ручицу са којом се лакше регулише угао под којим се обрађује земља. Рало је вукло пар волова – лес волова.

## Плуг
Плуг је сложенија справа од рала и његови делови су: гредељ (оје), плаз, раоник (лемеш), две ручице, цртало (предње сечиво), козлац, даска, а може да има и ораћа колица. Плугови су се делили на плугове са колечкама и плугови без колечке. На колечкама се разликује мали точак, који иде по ораници, и велики точак, који иде у узорану бразду. Главна карактеристика плуга је асиметрични раоник, који имао облик приближно правоуглог троугла, чија је најдужа страна (хипотенуза) оштрица која сече земљу. Цртало или предње сечиво подсеца земљу и обележава ширину коју ће раоник да захвати.
Сви делови су од дрвета, осим раоника, цртала и ланаца за повезивање греде са колицима који су једини метални делови. Раоници од гвожђа су веома дуго у употреби. За орање дрвеним плугом било је потребно више пари волова. У просеку се радило са три, али се дешавало да се радило са два и са пет пари волова, зависно од њихове јачине, врсте земљишта и усева који се сејао. Дрвени плуг су правили сами сељаци или сеоски мајстори. Прављен је најчешће од храстовине. Најтеже је било пронаћи криво дрво за гредељ и двоструким плазом. Дрвени плуг далеко дубље оре од рала због чега се више користио у равничарским пределима. Главна карактеристика дрвено-металног плуга је гвоздена глава, која се куповала код гвожђара, а дрвене делове су правили сеоски мајстори или самоуки сељаци. Преласком на фабричке металне плугове, које су знатно лакше за рад, почињу да се употребљавају краве у орању и оне временом потискују волове. Коње у орању са металним плугом употребљавају богатији сељаци.

## Галерија
| Историјски преглед | Историјски преглед |
| --- | ------------------ |
| - Приказ ратара из 13. века како оре, Краљевска библиотека Шпаније - Илустрација кинеског гвозденог плуг са кривим рамом из 1637. године. - Приказ плуга у Дидроовој Енциклопедији (18. век). - Фабрички метални двобраздни плуг са сточном вучом, Етнографски музеј у Београду. - Зимско орање, СР Словенија, 1965. године. Фотоархив: Етнографски музеј Словеније.] - Традиционално (запрежно) орање: Сељак обрађује земљу коњима и фабричким гвозденим плугом. |                    |
| |                    |

## Раони плуг
Основни радни део раоног плуга, плужно тело, врши деформацију, дробљење, превртање, мешање и премештање земљишне пластице (траке земљишта на коју наилази плужно тело). Плужно тело се састоји из: раоника, плужне даске, плаза и козлаца. На плужно тело и рам плуга постављају се помоћни радни делови: цртало, претплужник, перо, а ређе подривач. При раду плуга хоризонтално одсецање пластице врши раоник, а вертикално, предња ивица плужног тела или цртало ако је присутно. Плужна даска одрезану пластицу окреће и одлаже на страну прислањајући је на претходно изорану.

### Делови раоног плуга
Раоник (А): најчешће се користе два типа: трапезоидни и раоник у облику длета. Раоник се учвршћује на козлац помоћу завртњева са упуштеном главом како би били у равни радне површине. Ивица оштрице раоника са правцем кретања плуга склапа угао од 35-42°. Пошто раоник пружа највећи отпор од свих делова плуга (око 50%) израђује се од специјалних квалитетних челика, а пре употребе се мора добро отковати и наоштрити.
Плужна даска (B): односно њена радна површина подељена је на два дела: предњи „груди“ и задњи „крило“. Израђује се од трослојног челика, тако да је средњи слој мекши, што обезбеђује еластичност. По радној површини плужна даска се цементира у циљу смањења отпора (око 10% од свих делова плуга) и лепљења земље. Постоје четири основна типа плужних дасака: цилиндрична даска, полуспирална даска, спирална и културна. Први тип добро дроби, али слабије преврће пластицу; друга два типа добро преврћу, али слабо дробе пластицу; док последњи тип код кога су груди цилиндроидне, а крило благо спирално, обједињује добре особине прва три типа.
Плаз (C): је правоугаона челична плоча на доњем делу козлаца уз зид бразде. Он прима бочне силе притиска пластице на површину раоника и плужне даске и спречава померање плужног тела према неораном делу. Крај плаза највише се троши па су чести плазови са измењивом петом.
Козлац (D): везује раоник, плужну даску и плаз са рамом плуга (E). Могу бити високи и ниски у зависности од типа рама (раван или савијен). Део козлаца на који се везују плужна даска и раоник назива се седло. Оно је издубљено према закривљености раоника и даске. Са супротне стране истог краја је место за причвршћивање плаза, а на супротном крају козлац се везује за рам уз помоћ завртњева или стеге.
Цртало (F): је радни део плуга за вертикално, уздужно обрезивање пластице. Постоје дискосна (чешћа) и цртала у облику сечива (само за врло дубока орања). Цртало се померањем коленастог носача поставља 1-2 cm бочно у односу на раоник ка необрађеној површини да плужно тело не запиње о зид бразде.
Претплужник: је сличан плужном телу, само је мањи и нема плаз. Претплужник се поставља на 25-30 cm испред врха главног плужног тела. Коришћењем претплужника горњи слој пластице са биљном масом се реже и баца на дно бразде, а плужно тело тад боље дроби пластицу.
Перо (G): је челична летва која се са задње стране везује за крај плужне даске. Перо наставља рад плужне даске - обликовање изоране пластице.
Подривач: се ретко поставља јер захтева компликованију и јачу конструкцију плуга. Улога подривача је разбијање патоса бразде, односно растресање подораничног слоја неструктурних земљишта. Постављају се тако да раде 5-15 cm дубље од плужног тела.

### Подела раоних плугова
Постоји неколико основних подела раоних плугова. Према начину премештања пластице могу бити: равњаци (пластица се премешта на десну страну па се поорана површина оре на слог или разор) и раони плугови за глатко орање (са подједнаким бројем левих и десних плужних тела који изменом могу да одлажу пластицу десно или лево). У оквиру другог типа у зависности од конструкцијског решења разликују се: обртачи (смењивање левих и десних плужних тела врши се обртањем плуга по хоризонталној оси за 180° или 90°, балансни (смењивање се врши тако што се лева плужна тела подижу а десна спуштају, и обрнуто), плугови са два рама (имају два посебна рама који се наизменично спуштају и подижу).
Према начину дизања плугова при окретању на увратини и транспорту плугови се деле на: вучене (рам са радним деловима се диже а точкови плуга остају на земљи; имају два главна точка леви - лединаш и десни -браздаш, а могу имати и задњи точак), ношене (дижу се хидрауличним уређајем трактора; без точкова су или имају један, задњи, који се диже са плугом) и полуношене (предњи део се диже хидрауличним уређајем а задњи спуштањем задњег точка; имају један или два задња точка и понекад лединаш). Вучени плугови су све мање у употреби.
Ако се као критеријум узме број плужних тела плугови се деле на једнобраздне и вишебраздне(од 2 до 5 плужних тела, ређе 6-8).